# Montcombroux-les-Mines
Montcombroux-les-Mines es una comuna francesa situada en el departamento de Allier, en la región Auvernia-Ródano-Alpes.

## Demografía
| 747 | 645 | 592 | 512 | 439 | 427 | 304 |
| Para los censos de 1962 a 1999 la población legal corresponde a la población sin duplicidades (Fuente: INSEE [Consultar]) |     |     |     |     |     |     |